# Czesław Janczarski

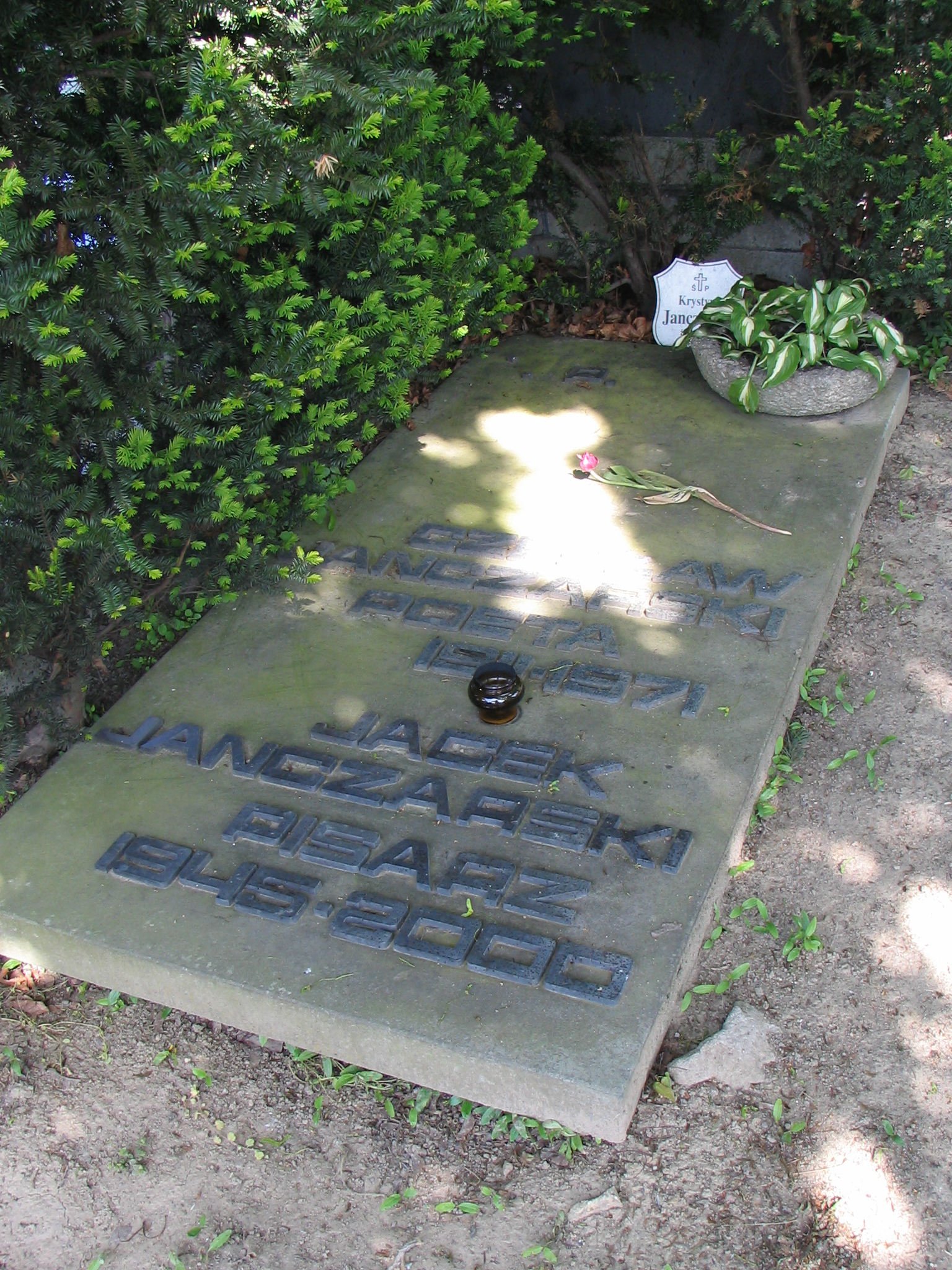
Nagrobek Czesława i Jacka Janczarskich na cmentarzu Powązkowskim, Warszawa, 14 maja 2008

Czesław Stanisław Janczarski, pseudonim Jan Antkiewicz (ur. 2 września 1911 w Hruszwicy koło Równego, zm. 19 maja 1971 w Warszawie) – polski poeta piszący dla dzieci, a także tłumacz z języka rosyjskiego. Ojciec Jacka Janczarskiego.

## Życiorys
Ukończył gimnazjum w Równem. W 1932 rozpoczął studia na Wydziale Matematyczno-Przyrodniczym Uniwersytetu Jana Kazimierza we Lwowie, od 1934 studiował filologię polską na Uniwersytecie Warszawskim. W czasie studiów nawiązał kontakt z Józefem Czechowiczem oraz autentystami z kręgu „Okolicy Poetów”. Był inicjatorem powstania grupy poetyckiej „Wołyń”, do której należeli m.in. Zygmunt Jan Rumel, Józef Łobodowski, Wacław Iwaniuk i Władysław Milczarek.
W 1939 r. był autorem hasła „Silni – Zwarci – Gotowi”.
Po wybuchu II wojny światowej wyjechał do Lwowa. W latach 1944–1946 mieszkał w Kurowie (gdzie urodził się jego syn – Jacek) i uczył w jednej ze szkół na Lubelszczyźnie (Wolica, gmina Abramów, powiat lubartowski), od 1946 mieszkał w Warszawie.
Pracował kolejno jako organizator zespołów „Żywego Słowa” (zespołów recytatorskich wyjeżdżających w teren) w wydawnictwie „Czytelnik” (1946–1950), jako członek zespołów redakcyjnych „Iskierek”, a potem „Świerszczyka” (1950–1955). Z Tadeuszem Kubiakiem oraz Bogdanem Ostromęckim pracował w latach 1955–1957 w redakcji poezji Polskiego Radia.
Jest twórcą dwutygodnika dla najmłodszych „Miś”. Od początku powstania tego pisma (1957) do końca swojego życia był również jego redaktorem naczelnym, jednak nadal współpracował z innymi tytułami, publikując dalej swoje wiersze w „Świerszczyku” i „Płomyczku”.
Jest twórcą literackiej postaci Misia Uszatka („misia z klapniętym uszkiem”), której plastyczny kształt wymyślił Zbigniew Rychlicki (wspólnie mieli prawa do tej postaci). Miś Uszatek był bohaterem kilku książek Janczarskiego, oraz przeszło stu zrealizowanych w Se-ma-forze telewizyjnych dobranocek z niezapomnianym Mieczysławem Czechowiczem jako narratorem.
Jego żoną była Krystyna Janczarska (zm. 2005). Zmarł w wyniku ataku serca, który miał miejsce w czasie spotkania autorskiego z młodzieżą w szkole podstawowej w Siedlcach, a kilka dni później nastąpił zgon w szpitalu w Warszawie. Pochowany na cmentarzu Powązkowskim w Warszawie (kwatera b-8-8).

## Kariera pisarska
Pierwszy zbiorek liryków „Akwarelą” wydał w 1933. W dwa lata później debiutował jako poeta dla dzieci w pisemku „Słonko”, redagowanym przez Janinę Porazińską. Od tej pory uprawiał równolegle obydwa nurty swojej twórczości.
Dla dorosłych wydał 7 zbiorków poetyckich. Twórczość dla dzieci stanowiła jednak główny nurt jego pisarstwa. jest autorem około 75 książek dla dzieci i młodzieży, a także licznych przekładów i luźnych wierszy, publikowanych w większości w „Płomyczku”, „Świerszczyku” i „Misiu”. Tematyka książek Janczarskiego oscyluje wokół spraw najbliższych dziecku – jego codziennego życia i sytuacji w domu czy przedszkolu.
Za twórczość dla dzieci otrzymał w 1957 Złoty Krzyż Zasługi, w 1958 – nagrodę miasta stołecznego Warszawy, a w 1960 nagrodę Prezesa Rady Ministrów.

## Twórczość
- 1950 – Jak Wojtek został strażakiem
- 1952 – Przedszkole na Kole
- 1953 – Ślady
- 1956 – Wesoły Florek
- 1957 – Świerszczykowe nutki
- 1957 – Kopciuszek
- 1958 – Kto w lesie mieszka
- 1958 – Gdzie mieszka bajeczka
- 1959 – O królewnie Śnieżce i siedmiu krasnoludkach
- 1960 – Przygody i wędrówki Misia Uszatka
- 1960 – Srebrnogrzywek
- 1961 – Mieszkanie Hani
- 1962 – Abecadło przyrodnicze
- 1963 – Co się wkoło zieleni
- 1963 – Tygrys o złotym sercu
- 1963 – Nowi przyjaciele Misia Uszatka
- 1964 – Listy, listy, listy
- 1964 – Gromadka Misia Uszatka
- 1967 – Bajki Misia Uszatka
- 1968 – Przedszkole Krysi i Jurka
- 1970 – Zaczarowane kółko Misia Uszatka

oraz pośmiertnie zbiór wierszy (w redakcji Elżbiety Brzozy)
- 1972 – Nasza ziemia i słońce

W 1983 w Wydawnictwie Łódzkim ukazała się jego publikacja: O Lechu, Czechu i Rusie (30 ss.) ISBN 83-218-0292-3.

## Odznaczenia
- Złoty Krzyż Zasługi (1957)